# 멍타이링
멍타이링(중국어: 孟泰齡, 1987년 2월 12일 랴오닝성 선양시 ~ )은 중국의 바둑 기사이다.

## 약력
- 2010년 제15회 LG배 4강
- 2012년 제4회 BC카드배 월드 바둑 챔피언십 32강, 제17회 LG배 32강, 제4회 취저우 난가배 우승 (대 퉈자시)